# Deinopa helicon
Deinopa helicon là một loài bướm đêm trong họ Erebidae.